# اصول ژئوشیمی
اصول ژئوشیمی کتابی از برایان میسون، کارلتون ب. مر با ترجمهٔ فرید مر و علی اصغر شرفی است که در سال ۱۳۷۱ منتشر و در مراسم کتاب سال جمهوری اسلامی ایران به‌عنوان کتاب برگزیده معرفی شد.